# رساننده خدمات

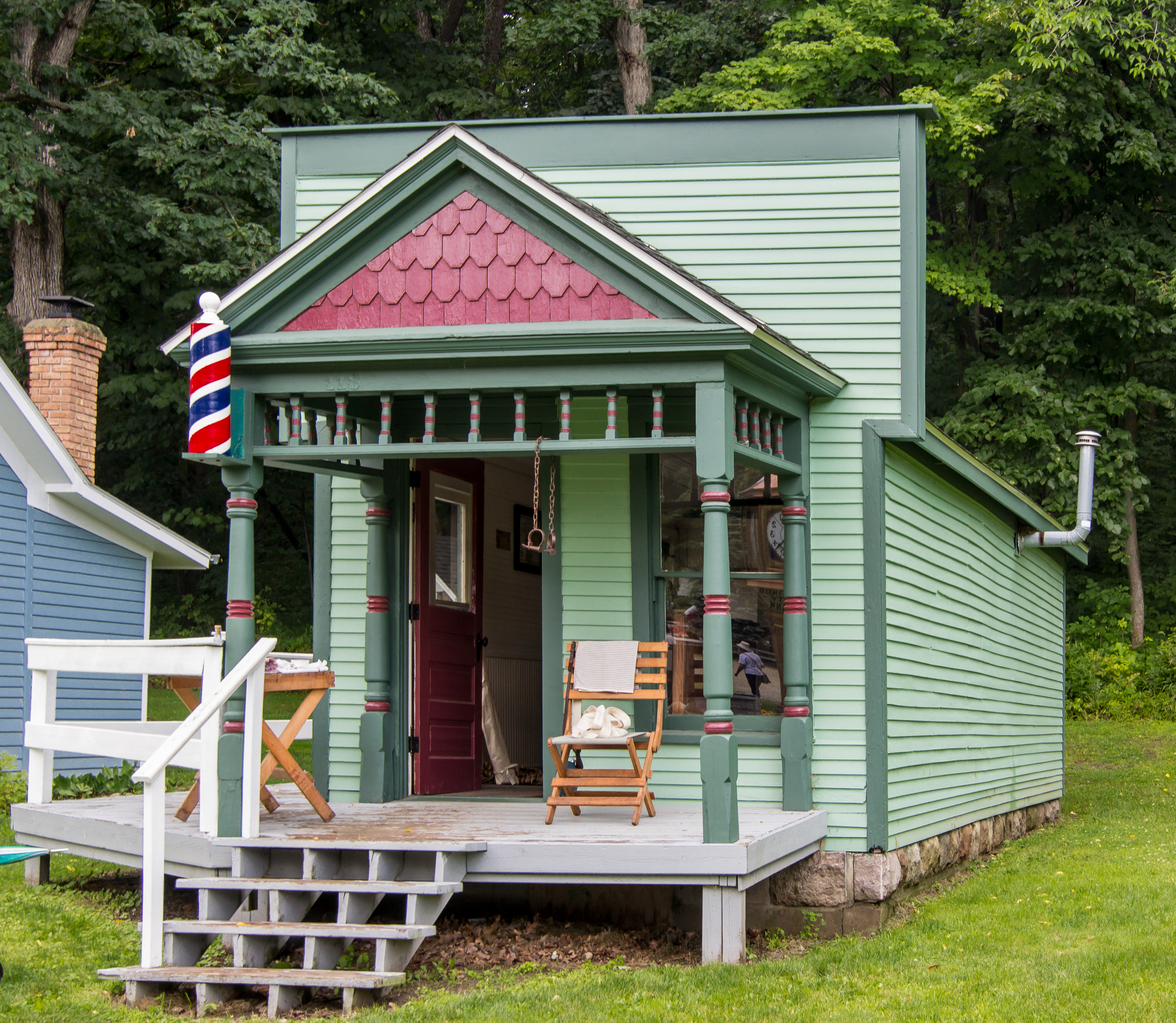
رساننده خدمات

رساننده خدمات به سازمان‌ها خدمات مشاوره‌ای، حقوقی، معاملات ملکی، مخابراتی، ذخیره‌سازی، و پردازش ارائه می‌دهد. اگرچه، رساننده خدمات می‌تواند بخشی از یک سازمان باشد، اما معمولاً یک شخص ثالث یا تأمین کننده برون سپار مانند رساننده خدمات مخابراتی، نقطه تماس بین‌المللی، رساننده خدمات ذخیره‌سازی، یا رساننده خدمات اینترنتی باشد. عبارت رایج‌تر آن بین ده‌های ۱۹۶۰ تا ۱۹۸۰ دفتر خدماتی بود.

## دسته‌بندی
گاهی کارشناسان فناوری اطلاعات، رساننده‌های خدمات را به ۳ گونه، دسته‌بندی می‌کنند که در صنعت فناوری اطلاعات پذیرفته شده‌است. این دسته‌بندی‌ها از سوی کتابخانه زیربنایی فناوری اطلاعات و مصوبه ۱۹۶۶ مخابرات آمریکا، به‌طور دقیق تعریف شده‌اند.
گونه ۱: رساننده خدمات داخلی
گونه ۲: رساننده‌های خدمات مشترک
گونه ۳: رساننده‌های خدمات خارجی
تعریف گونه سوم می‌تواند دامنه‌ای از یک شرکت بزرگ فناوری اطلاعات/ تأمین کننده برون سپار (را از طریق خدمات مدیریت شده) تا کار کوچکی مانند تحویل در محل (را از طریق نقطه تماس بین‌المللی) را در بر بگیرد.

## گونه‌های تامین کننده خدمات
- نقطه تماس بین‌المللی
- رساننده خدمات شبکه
- رساننده خدمات اینترنتی
- رساننده خدمات مدیریت شده
- رساننده خدمات ذخیره‌سازی
- رساننده خدمات مخابراتی
- رساننده خدمات زبان نشانه‌گذاری اثبات امنیت
- رساننده خدمات مدیریت شده برتر
- رساننده خدمات اینترنتی مدیریت شده
- رساننده خدمات برخط
- رساننده خدمات پرداخت
- رساننده خدمات نرم‌افزار، سکوی رایانش، زیرساخت در رایانش ابری
- رساننده خدمات نرم‌افزار کاربردی در یک معماری سرویس‌گرا